# قرار مجلس الأمن التابع للأمم المتحدة رقم 353
قرار مجلس الأمن التابع للأمم المتحدة رقم 353، الذي اعتمد بالإجماع في 20 يوليو 1974، ردًا على الغزو التركي لقبرص، طالب المجلس الانسحاب الفوري لجميع الأفراد العسكريين الأجانب الموجودين في جمهورية قبرص بما يخالف الفقرة 1 من ميثاق الأمم المتحدة. ويمضي القرار في مناشدة اليونان و‌تركيا و‌المملكة المتحدة الدخول فورًا في مفاوضات لاستعادة السلام في الجزيرة، والحكومة الدستورية لشعبها.

## انظر ايضًا
- نزاع قبرص
- العلاقات التركية اليونانية
- تاريخ قبرص